# Elsa Billgren
Elsa Ylva Hermine Billgren, född 1 februari 1986 i Göteborg, är en svensk influencer och poddare.

## Karriär
Direkt efter gymnasiet inledde Billgren sin TV-karriär på före detta ZTV, där hon arbetade som reporter och programledare. Mellan åren 2006 och 2009 var hon bland annat programledare för nöjesserien Uppladdat och tävlingsprogrammet Cocobäng! i kanalen. År 2009 var hon programledare för Mega i Barnkanalen och Rec i SVT1. Året därpå blev hon vintageexpert i Antikdeckarna i dåvarande TV4 Plus. Hon var programledare för webbsändningarna under Melodifestivalen 2011 och Melodifestivalen 2011: Eftersnack i SVT1. Hon ledde även radioprogrammet Hallå P3 samma år. År 2011 var hon dessutom programledare för Sveriges Televisions återlanserade vitsprogram Har du hört den förut? i SVT Play.

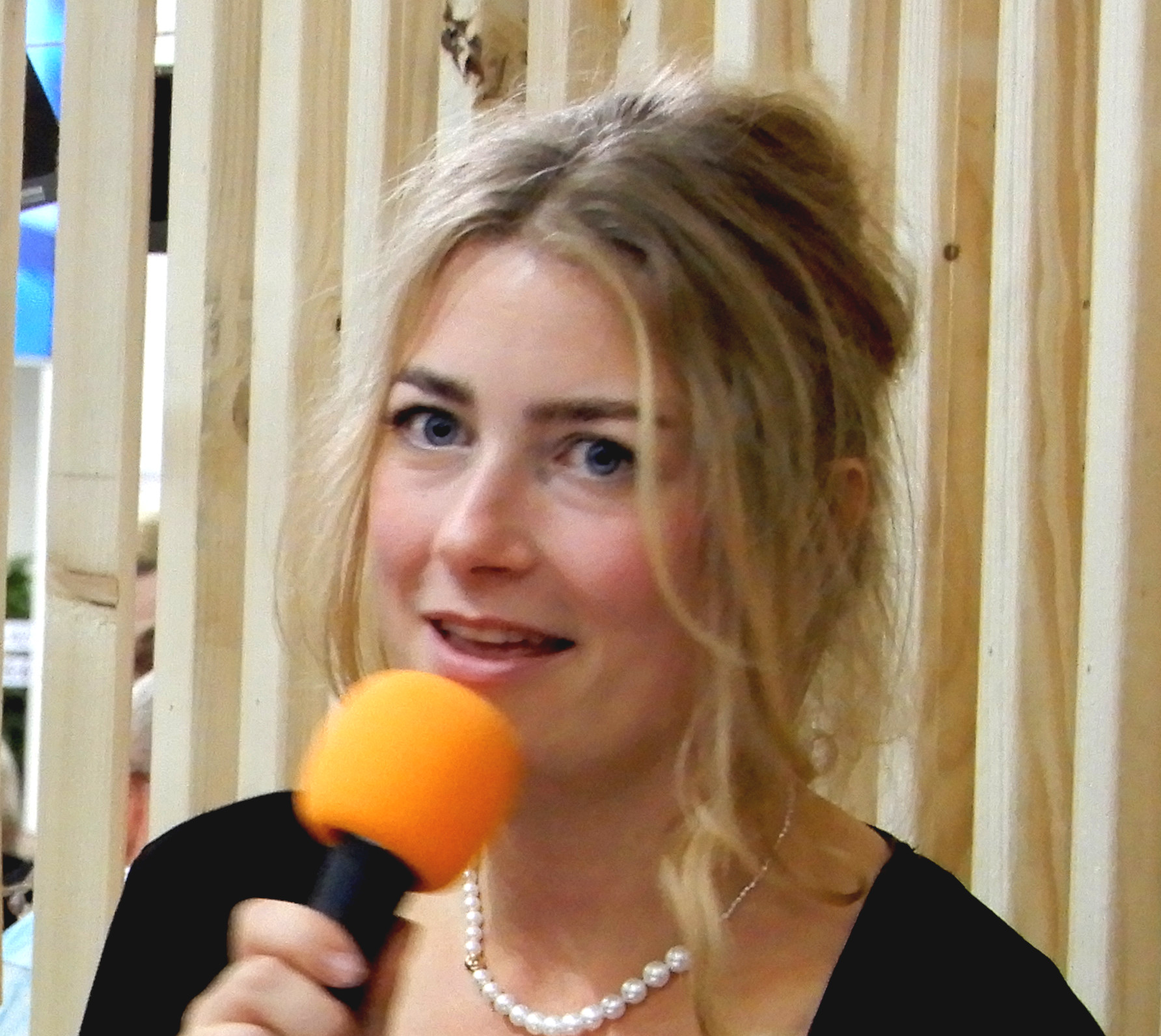
Elsa Billgren på Bokmässan 2022.

20 juli 2012 var hon radiopratare i Sommar i P1 och en av fem medverkande i SVT:s Sommarpratarna samma år. År 2012 debuterade hon inredare i TV4:s Äntligen hemma, när hon inredde ett kök och tillverkade lampskärmar av hönsnät. Hon medverkade i realityprogrammet Äkta Billgrens på SVT år 2020. Programmet följde Elsa Billgren och hennes föräldrar Ernst och Helene Billgren under ett år.
Hon har arbetat som personal shopper, det vill säga erbjuder människor personlig vägledning till köp.
Elsa Billgren har författat boken Elsa Billgrens Vintage och i slutet av november 2013 släpptes hennes första skönlitterära verk, novellen Man kan vinka till varandra från balkongerna.

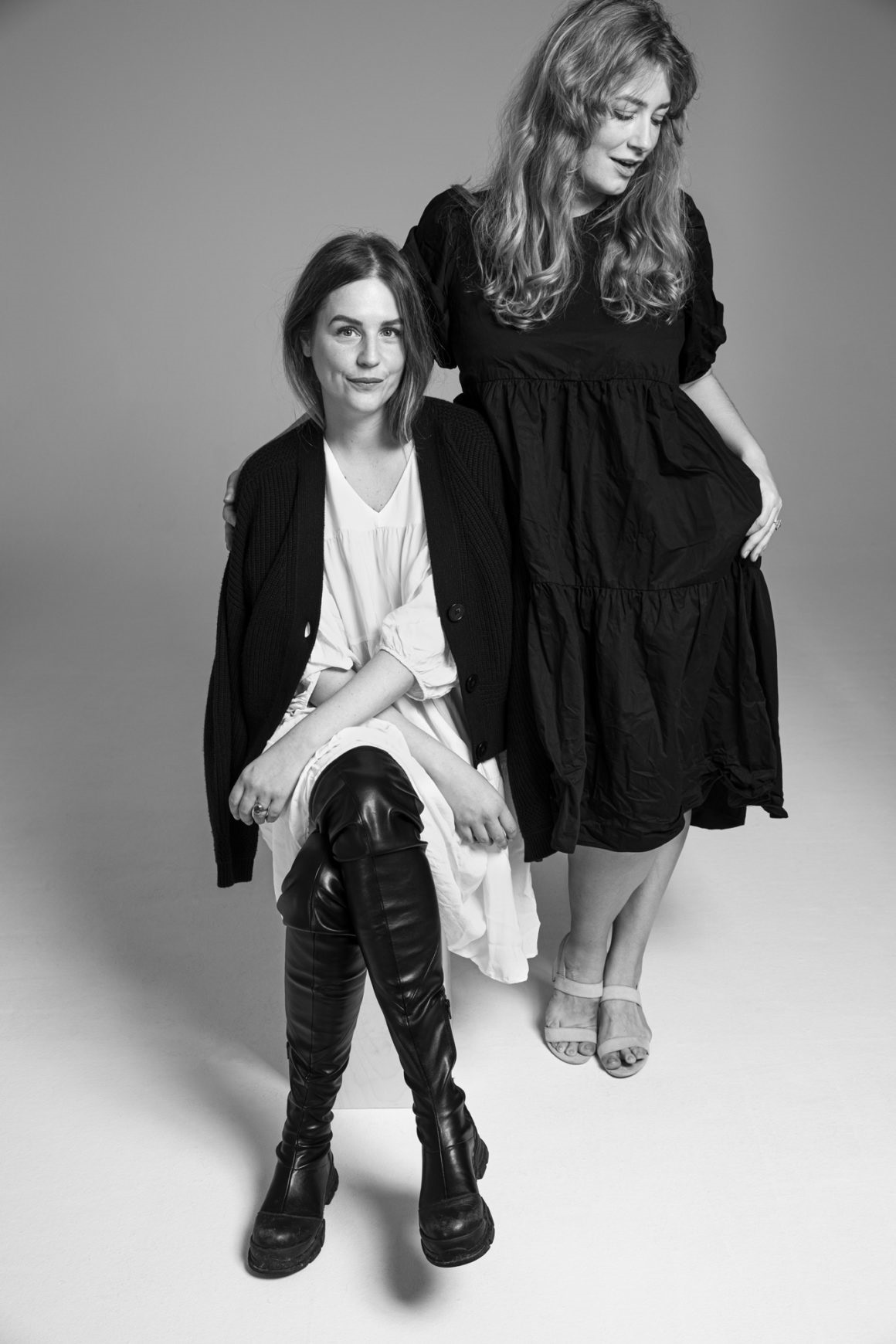
Elsa Billgren (till höger) och Sofia Wood (till vänster) 2020.

Tillsammans med Sofia Wood driver hon sedan 2017 podcasten Billgren & Wood. Tillsammans gav de ut boken Nyckeln till hemmet  om heminredning på Norstedts förlag 2022.
April-maj 2023 var hon deltagare i Masked Singer på TV4 utklädd till popcorn.

## Privatliv
Elsa Billgren är dotter till konstnärerna Ernst och Helene Billgren samt gift med Pontus de Wolfe, son till konstnären Ronald de Wolfe.